# Lionel Shriver
Lionel Shriver, ursprungligen Margaret Ann Shriver, född 18 maj 1957 i Gastonia, North Carolina, är en amerikansk journalist och författare. 
Shriver föddes i Gastonia, North Carolina i en djupt religiös familj – hennes far är en presbyteriansk präst. Hon bytte förnamn vid 15 års ålder. Hon studerade vid Barnard College, Columbia University. Hon har bott i Nairobi, Bangkok och Belfast och bor för närvarande i London.
År 2005 mottog hon Orangepriset för sin sjunde utgivna roman, We Need to Talk About Kevin, en thriller och en närgången studie av ambivalent moderskärlek och den roll som denna kan ha spelat i huvudpersonens beslut att mörda nio av sina klasskamrater. 2011 filmatiserades boken av Lynne Ramsay med Tilda Swinton, John C. Reilly och Ezra Miller i huvudrollerna.
Hennes tidigare romaner är bland annat The Female of the Species (1986), Checker and the Derailleurs (1987), Ordinary Decent Criminals (1990), Game Control (1994), A Perfectly Good Family (1996) och Double Fault (1997). Hennes nionde roman, The Post-Birthday World, gavs ut i mars 2007.
Våren 2018 bestämde sig förlaget Ordfront för att inte ge ut hennes bok The Mandibles, bland annat på grund av hur karaktärerna i boken pratar om muslimer. Beslutet har blivit omdebatterat, bland annat eftersom totalt 13 rader (av 516 sidor) av boken överhuvudtaget nämner muslimer.

## Romaner
- 1986 – The Female of the Species
- 1987 – Checker and the Derailleurs
- 1990 – The Bleeding Heart
- 1992 – Ordinary Decent Criminals
- 1994 – Game Control
- 1996 – A Perfectly Good Family
- 1997 – Double Fault
- 2003 – We Need to Talk About Kevin
- 2007 – The Post-Birthday World
- 2010 – So Much for That
- 2012 – The New Republic
- 2013 – Big Brother
- 2016 – The Mandibles
- 2019 - Property
- 2021 - Motion of the body through spaces
- 2022 - Should we stay or should we go
- 2024 - Mania

### Utgivet på svenska
- 2006 – Vi måste prata om Kevin (översättning Cajsa Mitchell)
- 2008 – Dagen efter (översättning Cajsa Mitchell)
- 2009 – Dubbelfel (översättning Cajsa Mitchell)
- 2011 – Priset man betalar (översättning Cajsa Mitchell)
- 2015 – Store bror (översättning Johanna Svartström)

## Priser och utmärkelser
- 2005 – Orangepriset för We Need to Talk About Kevin